# The Backrooms

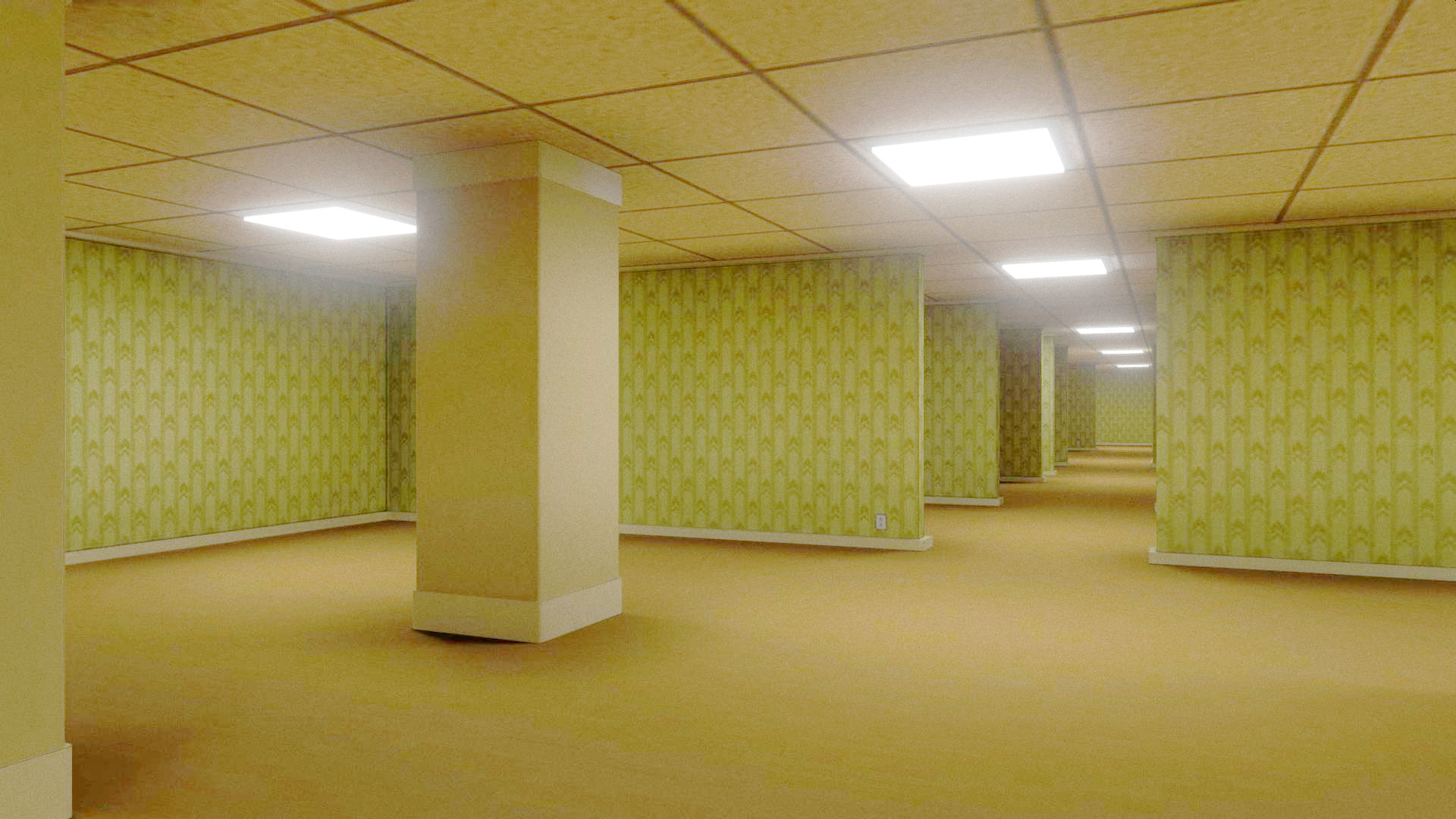
コンピュータグラフィックスによるThe Backroomsの典型的な描写

The Backrooms（バックルーム）は、匿名の人物が2019年に4chanのスレッドに投稿したクリーピーパスタに由来するインターネット都市伝説である。The Backroomsは、普通は群衆で混雑している空間が不自然に閑散している様子を描写するリミナルスペースと呼ばれるインターネット美学の最も有名な例である。The Backroomsの起源は、「現実でNoclipmodeになる」ことで迷い込んでしまう空っぽなオフィスルームの迷路というアイデアである。
The Backroomsの人気が徐々に高まるにつれて、インターネットユーザーはThe Backroomsに新しいフロアを追加したり、The Backroomsに生息するEntytyという一般的に怪物、もしくは化物と言われる作成したりすることで、元のアイデアを拡張していった。一部の創作者は、共同創作ウィキやファンメイドのゲームや短編ビデオなどを作成した。ケイン・パーソンズが作成した一連の短編ホラービデオはThe Backroomsをインターネットの主流に引き上げた。

## 一般的情報(内設定)
The backroomsは、Lv・Entyty・Objectというものが存在する怪的場所である。SAN値(正気度)というものが存在し、それがだんだん減っていき、最終的にそれがなくなってしまったものは廃人となり、更にはEntytyになってしまう。様々な組織が設立されており、探索を志す者もいる。そして、多くが放浪者という迷い込んでしまった者という存在として生きている。この中でも大切な志は、「いつ迷い込んでしまうかわからない。しかし、もし迷い込んでしまっても、絶対に生きて帰るという心を持って探索する。」というものが前述したとおりである。
が、一般的に知られている一般的な常識となっている。

## 起源

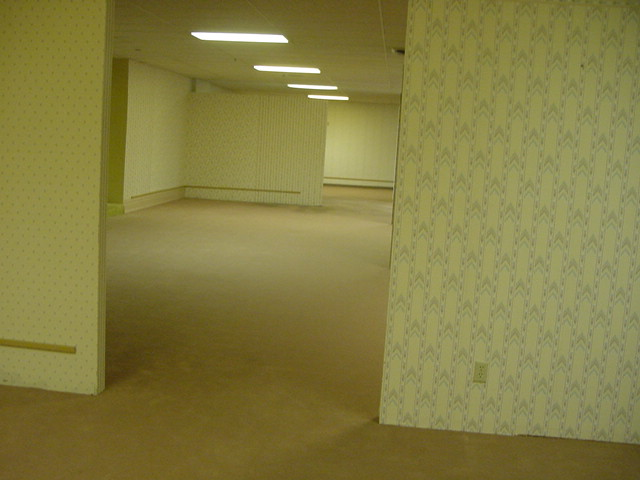
2019年5月12日に4chanの/x/に投稿されたThe Backroomsの画像

2019年5月12日、4chanの超常現象をテーマにした掲示板の/x/において、匿名のユーザーがスレッドを作成して不穏な画像を投稿するように求めた。そのユーザーが添付した画像は、黄色い壁紙と蛍光灯とカーペット敷きの部屋を傾いたアングルで写したものであった。この画像は、匿名の人物が2018年4月12日に投稿している。この画像の起源は長らく不明だったが、2024年5月、オシュコシュにあるHobbyTown USAの店舗が家具店の居抜き物件を購入して改装している様子を撮影して2003年に自身のブログへアップロードした画像が起源だということが判明した。
2019年5月13日、匿名のユーザーが、この画像の黄色い部屋は"The Backrooms"であるとする後述の文章を投稿した。この投稿は、The Backroomsの原型となったものであり、The Backroomsに関わる殆ど全てのインスピレーションを引き起こしたものである。

## 発展・ファンダム

The Backroomsに関する物語の一部には、攻撃的な怪物が登場する。

オリジナルのクリーピーパスタが誕生した数日後、多くのRedditユーザーが、最初はr/creepypastaで、その後にr/backroomsなどでThe Backroomsに関するショートストーリーを投稿し始めた。複数の創作者が、追加のフロアを作成し、それらに棲む怪物を作成することで、The Backroomsを拡張していった。Happy Magによると、The Backroomsはビデオゲームのようなレベルを持ち、Level 0は黄色い部屋であり、Level 1はコンクリートの部屋であり、Level 2は高温になった狭いコンクリート廊下であり・・・というようになっているとする一派が存在している。
TwitterやTikTokなどへThe Backroomsの動画がアップロードされることにより、The Backroomsのファンダムは他のプラットフォームへも拡大していった。The Backroomsの創作に特化したウィキとして、 2019年6月に英語Fandom版のウィキが設立され、2020年3月に英語Wikidot版のウィキが設立され、それぞれで新たな創作が続いている。テレビシリーズ『セヴェランス』の原案者であるダン・エリクソンは、『セヴェランス』に影響を与えたものの一つとしてThe Backroomsを挙げている。
The Backroomsのコミュニティでは、多くのインターネットコミュニティと同様に、複数の分断が発生している。一部のファンは、活発な物語が存在することを好まず、原点の写真に存在する孤独感と恐ろしさを好んでいる。r/backroomsで新しいフロアと怪物の創作が始まったのを敬遠し、u/Litbeepはオリジナルの黄色い部屋だけに焦点を当てるr/TrueBackroomsというコミュニティを立ち上げた。サマンサ・カルプは「The Backroomsのコミュニティではオリジナル主義者と純粋主義者と拡張主義者による或る種の戦いがある」とコメントしている。ケイン・パーソンズは、純粋主義者の考えに全同意するわけではないが理解できるとし、オリジナルの作品が醸し出す雰囲気を保ちながらオリジナルの作品の物語を拡張していく戦略を採用していると語っている。日本語Fandom版のウィキは、「それぞれのレベルは可能な限り、そのレベル内で完結するように執筆しなければならない」というルールを設けることで、それぞれの作者が一定の独立性を維持できるようになっている。
既存の作品の周囲に形成された既存の正典とファンフィクションの間に明確な違いがあるようなファンダムとは異なり、The Backroomsを所有する個人あるいは団体は存在しない。本物の正典と、そうでないものとの間に線を引くことは困難である。各作品の設定はお互いに異なり、いわゆる「公式」にあたる作品は存在しない。The Backroomsは誰にも属していないがゆえに様々な可能性を持っているとKotakuは評している。
2022年3月時点でr/backroomsのメンバーは約16万人である。2022年3月時点でr/TrueBackroomsのメンバーは約1万5千人である。2023年1月時点で英語Fandom版のウィキに記載されているレベルの数は1,100を超えている。

## 受容

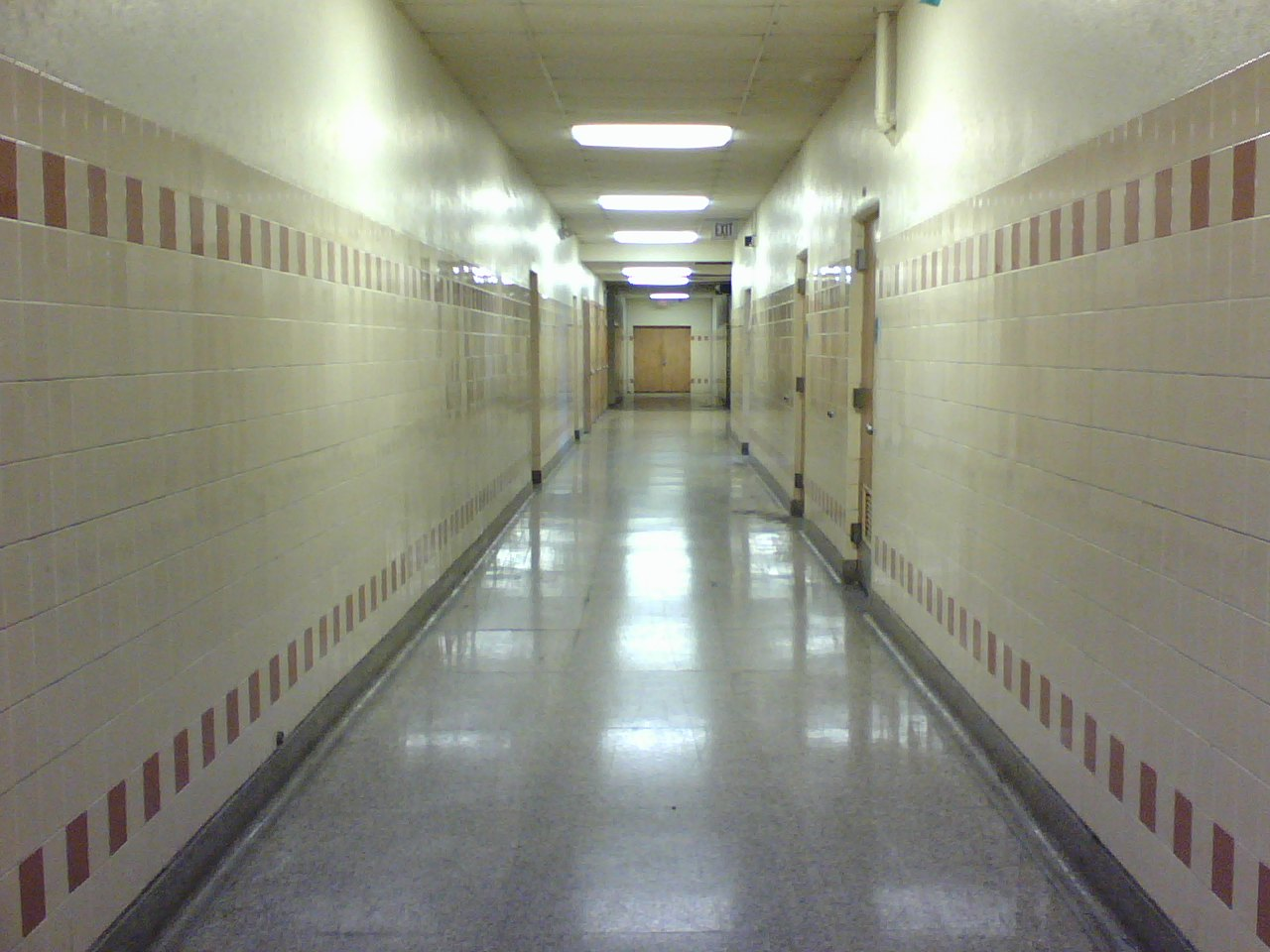
The Backroomsはリミナルスペースというインターネット美学と関連しており、その一例として誰もいない学校の廊下のような「不気味な無人の空間」がある。

The Backroomsは、2010年以来成長してきたインターネット美学のリミナルスペースのサブジャンルとして、その形を成し始めている。The Backroomsの流行はリミナルスペースの人気を向上させた。一部の情報源ではThe Backroomsがリミナルスペースの起源であると紹介していることがある。TikTokにおいて、#liminalspaces ハッシュタグは1億回近く再生されているGoogle EarthでズームインしてThe Backroomsへの入り口を発見するという内容の動画がTikTokで人気を集めている。
PC Gamerは、The Backroomsの様々なレベルを、ハワード・フィリップス・ラヴクラフトのルルイエと漫画『BLAME!』の都市に例えて、「場所版の不気味の谷」と表現した。ABCニュースやル・モンドなどはThe BackroomsをSCP財団などのようなインターネット集団創作ホラーに分類している。Kotakuは、多数での協力と、明確な恐怖や脅威などの欠如が、The Backroomsを他のクリーピーパスタから際立たせていると述べている。Kotakuとタマ・リーバーは、The Backroomsの恐怖の源泉を「想像させること」であるとし、リーパーは「不気味な親近感」がファンを引き寄せているとし、 Kotaku はリミナルスペースが内在する微妙な「間違い」が恐怖を生み出しているとしている。ねとらぼは、真・女神転生の世界観のようだという意見を紹介した。

## 拡散

### YouTube
2022年1月6日、ケイン・パーソンズが"The Backrooms (Found Footage)"というタイトルの短編ホラー映画をYouTubeにアップロードした。ケイン・パーソンズはKane PixelsというYouTubeチャンネルを運営しており、そこでThe Backroomsに関するシリーズを公開している。パーソンズは、BlenderとAdobe After Effectsを使用して"The Backrooms (Found Footage)"を約1ヶ月間かけて作成した。 パーソンズは、The Backroomsについて、1990年代後半から2000年代にかけての殆ど覚えていない過去の現れであると説明した。"The Backrooms (Found Footage)"は2022年5月時点で約2600万再生されている。
"The Backrooms (Found Footage)"はr/backroomsにおいて、The Backroomsファンから称賛を受けている。この動画をWPSTは「インターネットで最も恐ろしい動画」と呼んでいる。この動画をOtaku USAはアナログホラーに分類している。Dread CentralとNerdistは、2019年のビデオゲームControlと比較している。Kotakuは、情報を抑制していることにより恐怖と謎を生み出していることを称賛した。Boing Boingのロブ・ベシッツァは、The Backroomsは、クリーピーパスタのスレンダーマンと同様に、最終的には「小綺麗だが見るに堪えない2時間のハリウッド映画」になるだろうと予測した。
2023年2月時点で、ケイン・パーソンズはThe Backroomsシリーズを18本の作品へと拡大している。パーソンズは、The Backroomsシリーズを拡大していくなかで、物語の要素として、1980年代にThe Backroomsへのポータルを開いて調査を行った組織であるASYNCを導入した。このシリーズは合計で1億回以上の再生回数を獲得している。このシリーズは、The Backroomsを無名の存在からインターネットの主流へと引き上げ、The Backroomsのコンテンツの急増を引き起こした。このシリーズはファウンドフッテージというジャンルを再活性化させた。パーソンズは、その短編作品により、2022年のストリーミー賞でThe Game Theoristsから審査員特別賞を得た。

### 映画化
2023年2月6日、 A24 は、ケイン・パーソンズの短編を元にし本人が監督を務めるThe Backroomsの映画化に取り組んでいることを発表した。ロベルト・パティーノが脚本を執筆し、ジェームズ・ワンとAtomic Monsterのマイケル・クリアとショーン・レヴィとダン・コーエンと 21 Laps のダン・レヴィンがプロデュースを務める予定である。

### ゲーム
The Backroomsは、SteamやRoblox やMinecraftなどのプラットフォームで公開されたものも含む数多くのビデオゲームに影響を与えている。
2019年7月25日、Pie on a Plate Productionsが"The Backrooms Game FREE Edition"を公開している。PCMagとRock Paper ShotgunとBloody Disgustingは、その雰囲気を称賛している。Sigma Klimは『ゆめにっき』と同じような斬新さがあると述べている。Bloody Disgustingは、最初の5分間は子供時代の恐怖の体験として優れているが、その後は徐々に飽きてしまい、1回のプレイだけで充分であると批評している。
2022年5月26日、Steelkrill Studioがサイコロジカルサバイバルホラーゲーム"The Backrooms 1998"をリリースしている。Bloody DisgustingとPCGamesNは、このゲームのファウンドフッテージスタイルを評価している。2022年8月12日、Fancy Gamesが協力型マルチプレイヤーゲーム"Escape the Backrooms"をリリースしている。このゲームを、Bloody Disgustingは、ウィキが拡張した設定を忠実に描写していると賞賛している。
2019 年には、Jamathanが"Lost in the Backrooms"をリリースしている。2021年には、Cosmic Crow Creationsが"Enter the Backrooms"をリリースしている。2022年には、Patrik Nagyが"The Backrooms Project"をリリースしている。2022年には、MateusDevが"Nocliped"をリリースしている。

### アトラクション
2022年には、お化け屋敷プロデューサー　『マイケル・ティー・ヤマグチ』によりアトラクション化された。

## 関連文献
- Ferran, Riesgo Martínez (2023年). "Las Backrooms de Babel: la resonancia del relato fantástico de Jorge Luis Borges en un creepypasta actual" [The Backrooms of Babel: the resonance of the fantastic story of Jorge Luis Borges in a current creepypasta]. Revista de Investigación sobre lo Fantástico (スペイン語). 10 (2): 119–140. doi:10.5565/rev/brumal.908. ISSN 2014-7910. S2CID 256137518。
- Pyle, Phillip (2023年4月12日). "An Analysis of The Backrooms—Also Known as the Internet's Horror Rooms". 032c (英語). 2023年6月22日時点のオリジナルよりアーカイブ。2023年4月23日閲覧。
- Stephen, Samantha J. (2022年). "'The Backrooms': exploring the unconscious together through collective meaning making". Journal of Psychosocial Studies (英語). 15 (3): 201–208. doi:10.1332/147867322X16652365213235. ISSN 1478-6737. S2CID 253442899。
- 廣田, 龍平 (2021年10月11日). "ノスタルジック・ホラー：バックルームとコアの世界". 早稲田文学 2021年秋号. 1036. ISBN 978-4480993267。